# Bruno Stojić
Bruno Stojić (* 8. dubna 1955) je bosenskochorvatský politik odsouzený Mezinárodním trestním tribunálem pro bývalou Jugoslávii (ICTY). Jeho proces, spojený s pěti spoluobviněnými bosenskochorvatskými politiky působícími v entitě Chorvatská republika Herceg-Bosna z válečného období, skončil shledáním vinny a odsouzením k 20 letům žaláře.
Bruno Stojić se narodil 8. dubna 1955 ve vesnici Hamzići v Lidové republice Bosna a Hercegovina. V roce 1992 jej Mate Boban jmenoval velitelem obranného štábu HVO a v roce 1993 byl převelen k Úřadu pro výrobu zbraní a vojenského materiálu. 5. dubna 2004 se dobrovolně vzdal ICTY.

## Obžaloba
Mezinárodní trestní tribunál pro obvinění z bývalé Jugoslávie uvádí, že jeho pravomoc a odpovědnost zahrnovala:
- Vojenskou policii HVO
- Zpravodajskou službu HVO známou jako Bezpečnostní a informační služba (SIS)
- mravní výchovu, která zahrnovala informace a propagandu
- Vězeňské zdravotnictví, lékařské a hygienické služby
- Vojenskou výrobu a logistika.

Ve verdiktu ICTY dospěl k závěru, že Stojić „řídil a vykonával účinnou kontrolu nad ozbrojenými silami HVO a vojenskou policií“, ale „nevyvinul vážné úsilí k ukončení páchání trestných činů, ačkoli k tomu měl pravomoc a povinnost“.

## Obvinění
Převzato z tiskové zprávy ICTY:
- devět případů závažných porušení ženevských konvencí (úmyslné zabití; nelidské zacházení (sexuální napadení); nezákonná deportace civilistů; nezákonné přemístění civilistů; nezákonné zadržování civilistů; nelidské zacházení (podmínky uvěznění); nelidské zacházení; rozsáhlé zničení majetku, neodůvodněné vojenskou nutností a provedené nezákonně a svévolně; přivlastnění majetku, neodůvodněné vojenskou nutností a provedené nezákonně a svévolně).
- devět případů porušení zákonů nebo válečných zvyků (kruté zacházení (podmínky uvěznění); kruté zacházení; nezákonná práce; svévolné ničení měst, městeček nebo vesnic nebo ničení neodůvodněné vojenskou nutností; ničení nebo úmyslné poškození institucí oddaných náboženství nebo vzdělání; drancování veřejného nebo soukromého majetku; nezákonné útoky na civilisty; nezákonné vyvolávání teroru na civilistech; kruté zacházení) a
- osm trestných činů proti lidskosti (pronásledování z politických, rasových a náboženských důvodů; vražda; znásilnění; deportace; nelidské činy (násilné přemístění); uvěznění; nelidské činy (podmínky uvěznění); nelidské činy).